# Gmina Spring Creek (hrabstwo Black Hawk)
Gmina Spring Creek (ang. Spring Creek Township) – gmina w USA, w stanie Iowa, w hrabstwie Black Hawk. Według danych z 2000 roku gmina miała 332 mieszkańców.